# Branchiosyllis pacifica
Branchiosyllis pacifica är en ringmaskart som beskrevs av Rioja 1941. Branchiosyllis pacifica ingår i släktet Branchiosyllis och familjen Syllidae. Utöver nominatformen finns också underarten B. p. australis.